# NGC 6315
NGC 6315 é uma galáxia espiral barrada (SBc) localizada na direcção da constelação de Hercules. Possui uma declinação de +23° 13' 25" e uma ascensão recta de 17 horas, 12 minutos e 46,0 segundos.
A galáxia NGC 6315 foi descoberta em 6 de Junho de 1863 por Albert Marth.